# Raekoja plats
La Raekoja plats (que en estonio quiere decir: Plaza del Ayuntamiento) es una plaza al lado ayuntamiento de Tallin (estonio: Raekoda) en el centro del casco antiguo de Tallin, en la capital de Estonia. Es un lugar de celebración de numerosos pequeños festivales o conciertos como el Tallinna Vanalinna Päevad, y donde hay varios bares y restaurantes que se encuentran en las inmediaciones. La plaza también alberga un mercado regular, con muchos puestos de venta de artículos y recuerdos tradicionales de Estonia (estonio: Suveniirid).